# Eucalyptus gregoriensis
Eucalyptus gregoriensis là một loài thực vật có hoa trong Họ Đào kim nương. Loài này được N.G.Walsh & Albr. mô tả khoa học đầu tiên năm 1998.